# Amanda Burden

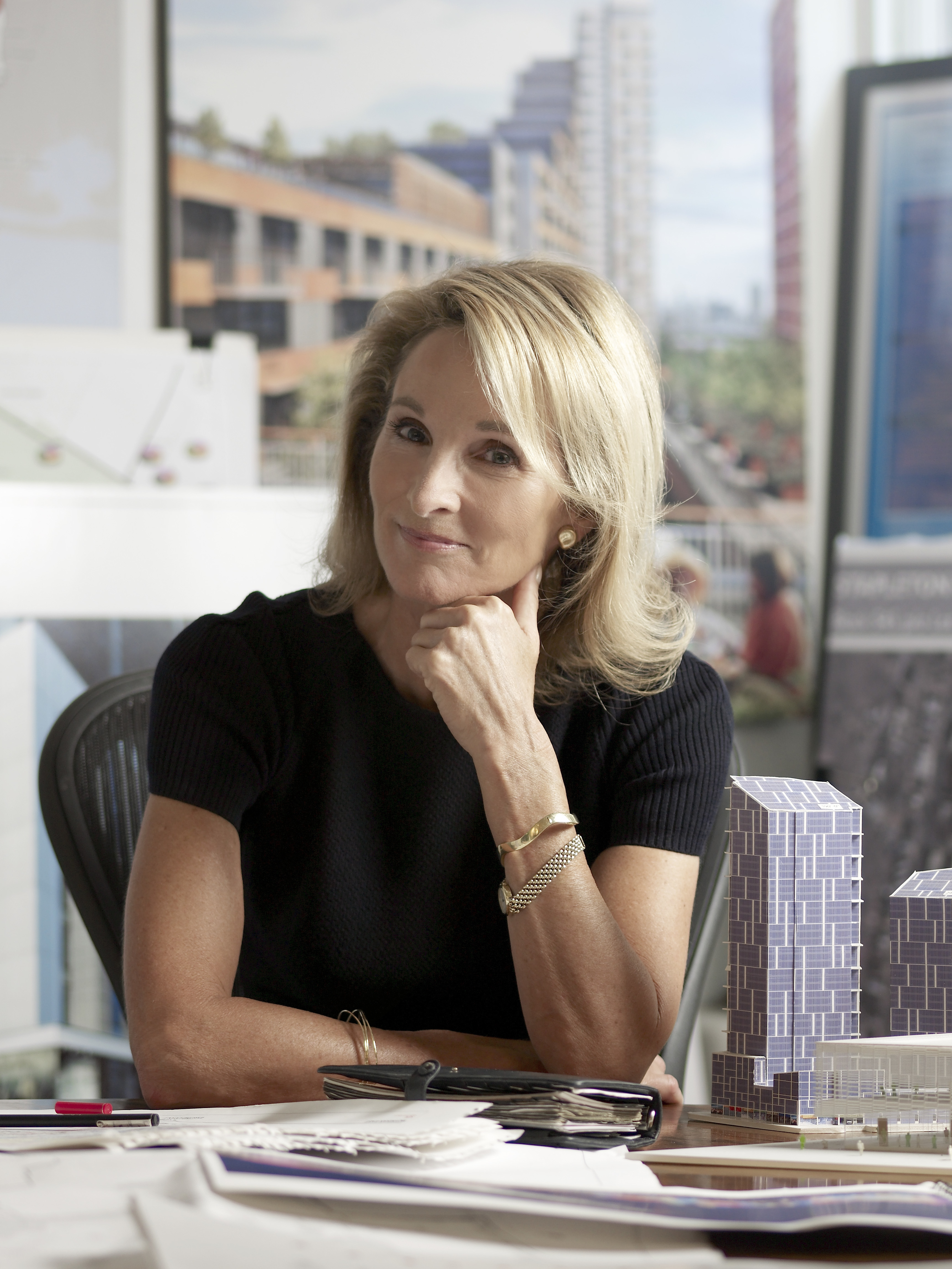
Amanda Burden, 2008

Amanda Jay Mortimer Burden (* 18. Januar 1944 in New York City) ist eine US-amerikanische Stadtplanerin und Principal bei Bloomberg Associates, einem internationalen Beratungsdienst, der von Michael Bloomberg als philanthropisches Unternehmen gegründet wurde, um Stadtverwaltungen dabei zu helfen, die Lebensqualität ihrer Bürger zu verbessern. Von 2002 bis 2013 war sie Direktorin des New York City Department of City Planning und Vorsitzende der Stadtplanungskommission unter dem damaligen Bürgermeister Bloomberg.
Sie war eine Befürworterin der Wiederbelebung von Lower Manhattan, der Verbesserung des öffentlichen Zugangs zu den Wasserfronten von Brooklyn, der Verbesserung der Pendlerbahnen in die Stadt und der Überprüfung von Umwidmungsplänen. Burden war eine wichtige Unterstützerin und trug aktiv zum Erfolg des Projekts zur öffentlichen Neugestaltung der High Line bei. Sie hatte den Ruf, Bauentwickler an strengere Designstandards zu binden als frühere Planungsdirektoren.

## Leben
Burden ist die Tochter von Babe Paley und ihres ersten Ehemannes Stanley Grafton Mortimer Jr. (1913–1999), einem der Erben des Standard-Oil-Vermögens. Sie ist eine Nachfahrin des ersten Obersten Richters des U.S. Supreme Court, John Jay, und eine Enkelin von Harvey Cushing, dem „Vater der amerikanischen Neurochirurgie“ und Pulitzer-Preis-Gewinner. Sie hat einen Bruder, Stanley Grafton Mortimer III; fünf Halbgeschwister, William Cushing Paley, Kate Cushing Paley, Averell Mortimer, Jay Mortimer und David Mortimer; und zwei Stiefgeschwister, Hilary Paley Califano und Jeffrey Paley.
Sie machte ihren Abschluss an der Westover School in Middlebury, CT und besuchte bis zu ihrer Heirat 1964 das Wellesley College. 1976 machte sie ihren Abschluss am Sarah Lawrence College mit dem Schwerpunkt Umweltwissenschaften. Später erwarb sie einen Master of Urban Planning an der Columbia University, wo sie eine preisgekrönte Diplomarbeit über Abfallmanagement schrieb.
Burden arbeitete mit dem Architekturbüro Gruzen & Partners und einer ihrer Mentoren war der Urbanist William H. Whyte, mit dem sie an seinem Project for Public Spaces arbeitete.
Von 1983 bis 1990 war Burden Vizepräsidentin für Planung und Design bei der Battery Park City Authority. Sie war verantwortlich für die Entwicklung und Umsetzung von Gestaltungsrichtlinien für das 37 Hektar große Gelände sowie für die Aufsicht über die Gestaltung aller Freiflächen und Parkanlagen, einschließlich der Uferpromenade. In einem Interview für das New York Magazine erwähnte sie den Einfluss ihres Stiefvaters auf ihre Design-Sensibilität und merkte an, dass der schwarze kanadische Granit, den sie für die Promenade wählte, derselbe Stein war, den er 1964 für den "Black Rock", das CBS-Hauptquartier, auswählte. Zu ihren anderen New Yorker Projekten gehören das Midtown Community Court und das Red Hook Community Justice Center.
Ab 1990 war Burden Mitglied der New York City Planning Commission, nachdem sie vom Präsidenten des New York City Council, Andrew Stein, ernannt wurde. Von 2002 bis 2013 war sie Direktorin der Kommission unter Bürgermeister Bloomberg. Die Kommission half in dieser Zeit, die East River Esplanade zu schaffen, die High Line in den High Line Park umzuwandeln und die Brooklyn Waterfront and Hudson Yards zu entwickeln. Die Bloomberg-Administration startete unter dem Namen „Vision 2020“ auch einen umfassenden Plan für das Wasser, der den Zugang für Kajak- und Kanufahrer verbessern und den Klimawandel angehen sollte. Burden sagte, das Ziel der Initiative sei, dass das Wasser der „sechste Bezirk“ der Stadt werde.
In ihrer Amtszeit versuchte Burden, die großen transformativen Veränderungen von Robert Moses mit einer nachbarschaftssensiblen Ethik zu verbinden, die von Jane Jacobs inspiriert war, und schrieb 2006: „Big projects are a necessary part of the diversity, competition and growth that both Jacobs and Moses fought for. But today's big projects must have a human scale; must be designed, from idea to construction, to fit into the city. Projects may fail to live up to Jane Jacob's standards, but they are still judged by her rules.“
Während ihrer Amtszeit wurde der Kommission wie der Bloomberg-Administration insgesamt eine „allgemeine Bevorzugung der Immobilienentwicklung“ nachgesagt. Burden selbst sagte „What I have tried to do, and think I have done, is create value for these developers, every single day of my term“. Die Verwaltung glaubte, dass sie die Probleme der steigenden Lebenshaltungskosten in der Stadt mit neuer Entwicklung, strategisch erhöhter Dichte und einem Anstieg des Wohnungsangebots angehen könnte, während sie gleichzeitig eine wohlhabendere Steuerbasis durch Gentrifizierung anzieht.
Burden konzentrierte sich auch darauf, die Ästhetik neuer Entwicklungen so zu steuern, dass der Charakter einer Nachbarschaft erhalten bleibt. Sie betonte öffentliche Merkmale wie Freiflächen, durchgehende Ladenfronten und die Einbeziehung von Bäumen. Aufgrund von Burdens kontextbezogener Zonierung, die von neuen Entwicklungen verlangte, dass sie sich an die Höhe und den Stil der benachbarten Strukturen anpassten, waren einige Entwickler gezwungen, sich zurückzuhalten und ihre Vorschläge umzugestalten.
Die Regional Plan Association kritisierte, dass Burdens Kontrolle über die Ästhetik der Entwicklung zu "profoundly conservative building" und einem "local zeitgeist [that] has switched from big and bold to keeping everything small, nondescript and similar to everything else in the neighborhood." Wie es in einem Profil zu Burden in der New York Times von 2007 heißt: „Whether walking up and down 368 blocks in Jamaica (Queens), to see which streets can accommodate 12-story buildings, or grabbing a tape measure from her desk to set the dimensions of seating in public plazas across the city, Ms. Burden is leaving an indelible legacy of how all five boroughs will look and feel for decades to come.“
Am Ende von Burdens (und Bloombergs) Amtszeit hatten sich die Obdachlosenzahlen seit dem Jahr 2000 mehr als verdoppelt. Die Wohnungspreise waren um 98 % gestiegen, und die Medianmiete in New York City war um 1.380 Dollar pro Jahr gestiegen, während das Medianeinkommen von Mieterhaushalten um 3.344 Dollar sank. Neubauten zielten in erster Linie auf den Luxusmarkt und die Mehrheit der neu gebauten Einheiten wurde auf einem Niveau vermietet, das weit über den Möglichkeiten des durchschnittlichen Mieterhaushalts in New York City lag. Trotz der Konzentration auf eine verstärkte Entwicklung und der Absicht, die Wünsche und die Vielfalt der Nachbarschaften zu respektieren, hatten sich die Zunahme des Wohnungsangebots, die Dichte und die umfangreichen Änderungen der Zoneneinteilung nicht in erschwingliche Mieten oder Wohnungen umgesetzt. Burden selbst räumte das Versäumnis ein, als sie 2013 auf einem CityLab-Panel über Stadterweiterung sprach:

„What we haven't figured out is the question of gentrification. I have never, since I had this job, come up with a satisfactory answer of how to make sure everyone benefits ... I had believed that if we kept building in that manner and increasing our housing supply ... that prices would go down. We had every year almost 30,000 permits for housing, and we built a tremendous amount of housing, including affordable housing, either through incentives or through government funds. And the price of housing didn't go down at all. That's a practitioner's point of view.“

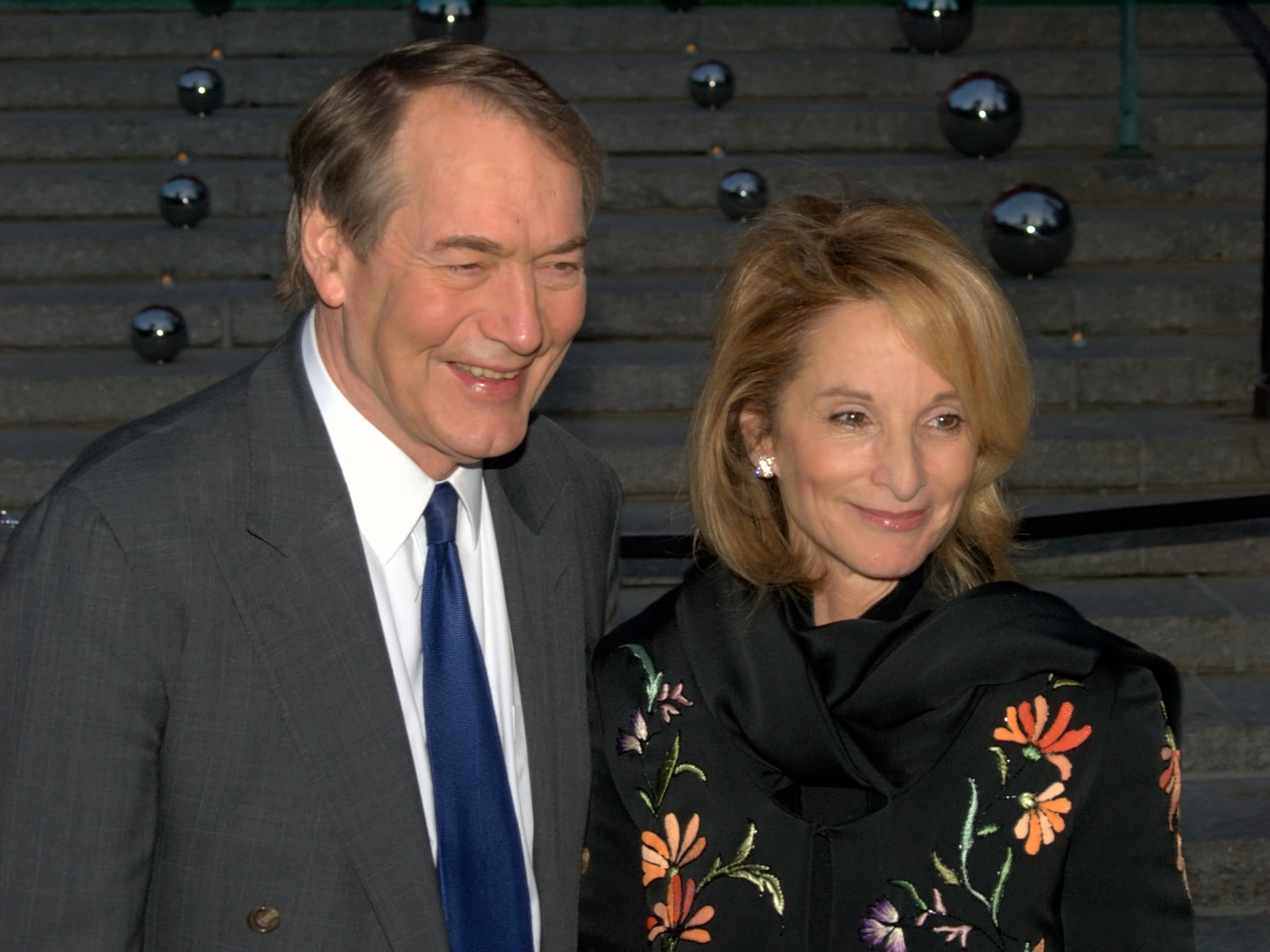
Burden with Charlie Rose in 2010

Seit dem Ende ihrer Amtszeit in der Kommission ist sie Principal bei Bloomberg Associates.
Burden war zweimal verheiratet. Ihr erster Ehemann war Shirley Carter Burden Jr. (1941–1996), ein Multimillionär und Nachfahre von Cornelius Vanderbilt und Großneffe des Schauspielers Douglas Fairbanks Sr. Ihre Verlobung wurde im September 1963 bekannt gegeben und zum Zeitpunkt ihrer Heirat am 13. Juni 1964 war Carter Burden Student an der Columbia Law School. Er war Besitzer von The Village Voice und dem New York Magazine und später Stadtrat von New York. Sie bekamen zwei Kinder, Flobelle Fairbanks Burden und S. Carter Burden III, bevor sie sich 1972 scheiden ließen.
Ihr zweiter Ehemann war Steven J. Ross (1927–1992), der Chef von Warner Communications; sie heirateten 1979 und ließen sich 1981 scheiden.
Burden hatte von 1993 bis etwa 2006 eine Beziehung mit der Fernsehpersönlichkeit Charlie Rose.

## Auszeichnungen
Burden, damals 22 Jahre alt, wurde 1966 in die Best Dressed List der New York Couture Group aufgenommen und löste damit Jacqueline Kennedy Onassis ab, die in die Hall of Fame der Best Dressed List aufgestiegen war.
Im Jahr 2005 verlieh das Pratt Institute Burden die Ehrendoktorwürde in öffentlicher Verwaltung und das New York Chapter des American Institute of Architects überreichte ihr den Center for Architecture Award 2005. Burdens Engagement für gutes Design wurde vom Cooper Hewitt, Smithsonian Design Museum gewürdigt, das ihr 2004 den Design Patron Award verlieh. 2008 wurde Burden in die Mitgliedschaft des American Institute of Certified Planners (AICP) College of Fellows aufgenommen, und vom New York Observer zur fünftmächtigsten Person in der New Yorker Immobilienbranche ernannt. 2009 erhielt Burden den J.C.Nichols Prize for Visionaries in Urban Development des Urban Land Institute (ULI). Dieser Preis ist die höchste Auszeichnung des Instituts und ist mit 100.000 Dollar dotiert. Burden spendete das Preisgeld an das ULI, um den Amanda Burden Open Space Award, der transformative und aufregende öffentliche Räume auf der ganzen Welt ehrt, zu stiften. Im Jahr 2011 erhielt Burden den Keystone Award der American Architectural Foundation, der eine Person oder Organisation außerhalb der Architekturdisziplin für vorbildliche Führungsqualitäten im Bereich Design auszeichnet, die das Leben verbessern und Gemeinschaften transformieren.